# USS LST-893
O USS LST-893 foi um navio de guerra norte-americano da classe LST que operou durante a Segunda Guerra Mundial.